# Christian Hinsch

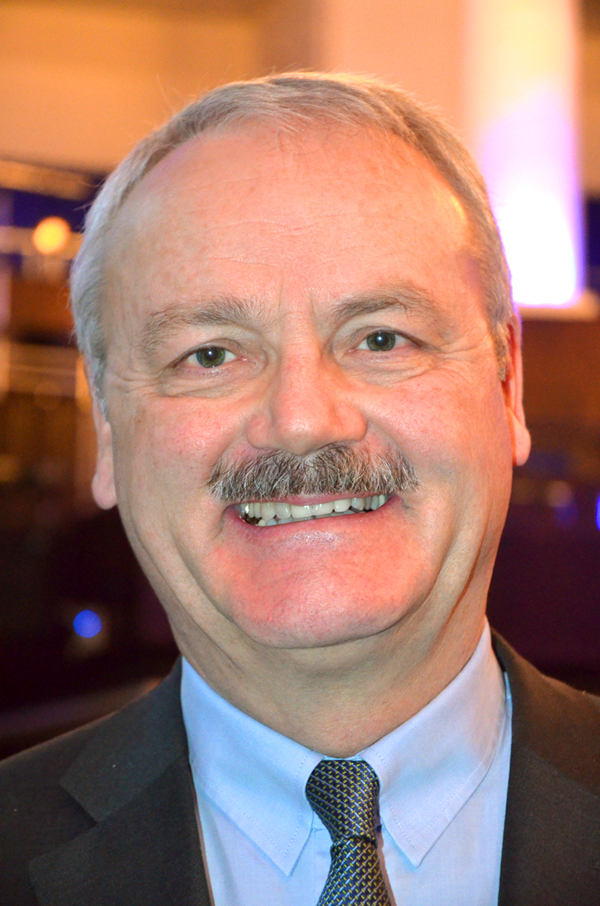
Christian Hinsch (Anfang 2018)

Lühr Christian Hinsch (geboren 1. August 1955 in Hannover; gestorben 20. April 2021 ebenda) war ein deutscher Manager im Versicherungssektor, Verbandsfunktionär der Industrie- und Handelskammern in Niedersachsen und selbständiger Unternehmensberater.

## Leben
Christian Hinsch legte 1974 sein Abitur am Kaiser-Wilhelm-Gymnasium in Hannover ab und studierte ab demselben Jahr Rechtswissenschaften an der Universität Bielefeld. Während seiner gesamten Studienzeit arbeitete er immer wieder in dem Einzelhandelsgeschäft seiner Eltern mit. 1980 schloss er in den USA ein Studium an der University of Michigan Law School mit dem Master of Laws (LL.M.) ab. 1982 wurde er Assessor jur. am Oberlandesgericht Oldenburg. Als Stipendiat der Fritz Thyssen Stiftung promovierte er 1984 an der Universität Bielefeld zum Doktor der Rechtswissenschaften (Dr. jur.). Er schloss mit summa cum laude ab und wurde mit dem Jahrespreis der Universität Bielefeld ausgezeichnet.
1984 trat er der Versicherungsgruppe des HDI Haftpflichtverbands der Deutschen Industrie und der Talanx AG bei. Nach verschiedenen Stationen in der Konzerngruppe wurde er 1996 zunächst Mitglied im Vorstand der HDI, parallel dazu ab dem Jahr 2000 auch der Talanx AG. Ebenfalls ab 2000 und bis 2010 wirkte er als Vorstandsvorsitzender der HDI International Holding AG und wirkte ab 2003 als Vorstandsvorsitzender der HDI Global SE. 2009 übernahm er die Aufgaben als Stellvertretender Vorstandsvorsitzender der Talanx AG und des HDI V.a.G., wo er global verantwortlich für den Geschäftsbereich Industrieversicherung zeichnete. Von 2009 bis 2016 wirkte er zudem als Arbeitsdirektor der Talanx AG. 2019 wechselte Hinsch in den Ruhestand und unterstützte seitdem mit seiner eigenen Consulting-Firma mittelständische Unternehmen.

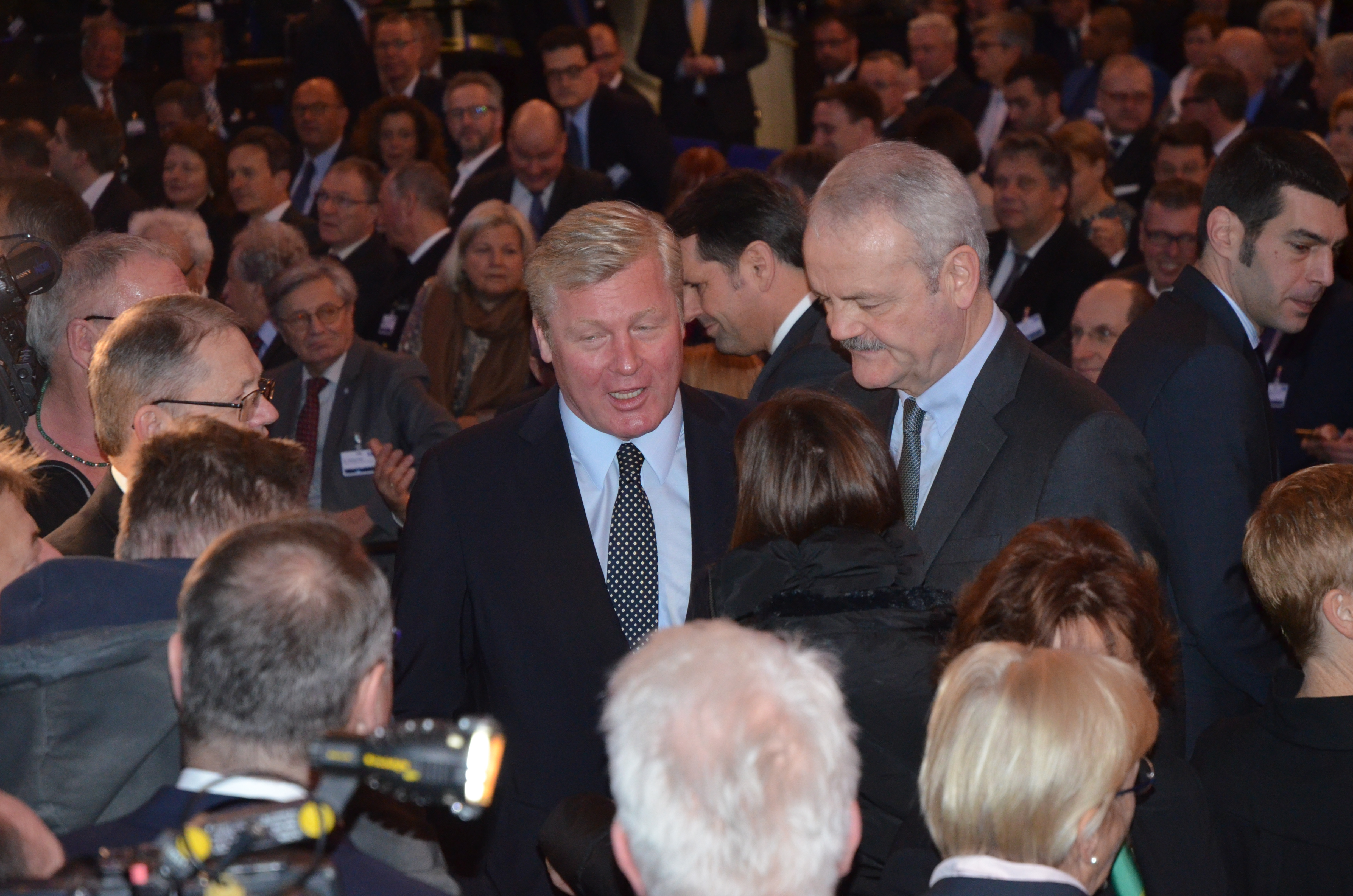
Hinsch mit Bernd Althusmann im Pressegespräch;
beim Neujahrsempfang der IHK Hannover im Hannover Congress Centrum

Neben seinen hauptamtlichen Funktionen wirkte Christian Hinsch auch im Ehrenamt. 2016 bis 2019 saß er als Präsident der Industrie- und Handelskammer Hannover vor, in der er sich insbesondere für verbesserte Ausbildungsbedingungen engagierte sowie für den Abbau von Bürokratie. Zu seinen besonderen Verdiensten zählt „die Zusammenführung der lange zerstrittenen niedersächsischen Einzelkammern“ unter dem Dach der im Jahr 2016 gegründeten Industrie- und Handelskammer Niedersachsen, zu deren erstem Präsidenten er gewählt wurde.
Hinsch war der maßgebliche Initiator des Namens-Sponsorings des von dem Sportverein Hannover 96 genutzten Niedersachsenstadions, das dann als HDI-Arena bezeichnet wurde. In weiteren Ehrenämtern engagierte er sich beispielsweise für die Ziele der Rotarier sowie ab 2020 als Vorstandsmitglied für den Knabenchor Hannover. Als Fan historischer Fahrzeuge unterstützte er zudem die in der Oldtimerszene aktive Hanomag-Interessengemeinschaft beim „Wiederaufbau des Hanomag-Rekorddiesels von 1939“.
Hinsch erlitt einen tödlichen Verkehrsunfall beim Auffahren auf die Autobahn 7 bei Großburgwedel. Er hinterließ seine Frau und drei Kinder sowie mehrere Enkel.

## Weitere Funktionen
- 2005–2019: Mitglied im Vorstand des Instituts der norddeutschen Wirtschaft[2]
- 2008–2017: Aufsichtsratsmitglied der RAG Deutsche Steinkohle AG und der RAG Aktiengesellschaft in Herne[2]
- 2012–2019: Mitglied des Präsidiums im Gesamtverband der deutschen Versicherungswirtschaft (GDV)[2]
- 2012–2020: Stellvertretender Aufsichtsratsvorsitzender bei der Extremus-Versicherung mit Sitz in Düsseldorf
- 2019–2021: Mitglied des Aufsichtsrats bei dem Marktführer für Sachversicherung in Vietnam PVI Holding, Hanoi[2]